# 广西教育
广西全区有高校74所，普通中学2,075所。主要列表如下：

## 高校
|  | 本科学校 - 广西大学 - 广西科技大学 - 桂林电子科技大学 - 桂林理工大学 - 广西医科大学 - 右江民族医学院 - 广西中医药大学 - 桂林医学院 - 广西师范大学 - 南宁师范大学 - 河池学院 - 玉林师范学院 - 广西艺术学院 - 广西民族大学 - 百色学院 - 梧州学院 - 广西财经学院 - 南宁学院 - 钦州学院 - 桂林航天工业学院 - 贺州学院 - 北海艺术设计学院 - 广西外国语学院 | 中等专科学校 - 广西幼儿师范学校 - 广西商业学校 - 广西民族师范学校 - 广西建材学校 - 广西石油化工学校 - 钦州市职业学院 - 钦州市农校 |

## 中学
|  | 高级中学 - 南宁外国语学校高中部 - 南宁沛鸿民族中学 - 南宁二中 - 南宁三中 - 南宁四中 - 南宁八中 - 南宁二十六中 - 南宁三十六中 - 南宁三十三中 - 武鸣高中 - 梧州高中 - 梧州一中 - 钦州市第二中学 - 钦州市第一中学 - 浦北中学 - 灵山中学 | - 桂林中学 - 广西师范大学附中 - 广西师范大学附属外国语学校 - 柳州高中 - 柳州铁路第一中学 - 玉林高中 - 貴港市高級中學 - 浔州高中 - 博白县中学 - 河池高中 - 防城实验高中 - 防城中学 - 防城港市高级中学 | 初级中学（包含外国语学校） - 南宁外国语学校初中部 - 钦州市外国语学校（钦州市第二中学初中部） - 灵山外国语学校 - 南宁二十五中 - 南宁三十七中 |